# 13224 Takamatsuda
13224 Takamatsuda è un asteroide della fascia principale. Scoperto nel 1997, presenta un'orbita caratterizzata da un semiasse maggiore pari a 3,1593593 UA e da un'eccentricità di 0,0100670, inclinata di 6,56013° rispetto all'eclittica.